# Kristjan Čeh
Kristjan Čeh (Ptuj, 17 febbraio 1999) è un discobolo sloveno.

## Biografia
Rappresenta la Slovenia ai campionati del mondo 2019 a Doha, senza raggiungere la finale, dopo aver vinto l'oro ai campionati europei under 23 di Gävle.
Nel 2020, porta il suo primato nazionale a 68,75 m a Maribor per poi migliorarlo a Ptuj con 69,52 m, anche record europeo under 23, che porta ulteriormente a 70,35 m a Kuortane il 26 giugno 2021. Rivince l'oro ai campionati europei under 23 di Tallinn.

## Palmarès
| Anno | Manifestazione          | Sede      | Evento           | Risultato | Prestazione | Note                  |
| ---- | ----------------------- | --------- | ---------------- | --------- | ----------- | --------------------- |
| 2016 | Europei U18             | Tbilisi   | Lancio del disco | 26º (q)   | 47,49 m     |                       |
| 2018 | Giochi del Mediterraneo | Tarragona | Lancio del disco | Argento   | 62,03 m     |                       |
| 2018 | Mondiali U20            | Tampere   | Lancio del disco | 15º (q)   | 56,47 m     |                       |
| 2019 | Europei U23             | Gävle     | Lancio del disco | Oro       | 63,82 m     |                       |
| 2019 | Mondiali                | Doha      | Lancio del disco | 31º (q)   | 59,55 m     |                       |
| 2021 | Europei U23             | Tallinn   | Lancio del disco | Oro       | 67,48 m     | Record dei campionati |
| 2021 | Giochi olimpici         | Tokyo     | Lancio del disco | 5º        | 66,37 m     |                       |
| 2022 | Mondiali                | Eugene    | Lancio del disco | Oro       | 71,13 m     | Record dei campionati |
| 2022 | Europei                 | Monaco    | Lancio del disco | Argento   | 68,28 m     |                       |
| 2023 | Giochi europei          | Chorzów   | Lancio del disco | Oro       | 69,94 m     | [ 1 ]                 |
| 2023 | Mondiali                | Budapest  | Lancio del disco | Argento   | 70,02 m     |                       |
| 2024 | Europei                 | Roma      | Lancio del disco | Oro       | 68,08 m     |                       |
| 2024 | Giochi olimpici         | Parigi    | Lancio del disco | 4º        | 68,41 m     |                       |

## Altre competizioni internazionali
2022
- Oro in Coppa Europa di lanci ( Leiria), lancio del disco - 66,11 m
- Vincitore della Diamond League nella specialità del lancio del disco

2023
- Oro in Coppa Europa di lanci ( Leiria), lancio del disco - 68,30 m